# Alessandro Lambruschini
Alessandro Lambruschini (Italia, 7 de enero de 1965) fue un atleta italiano, especializado en la prueba de 3000 m obstáculos en la que llegó a ser medallista de bronce mundial en 1993.

## Carrera deportiva
En el Mundial de Stuttgart 1993 ganó la medalla de bronce en los 3000 m obstáculos, con un tiempo de 8:08.78 segundos, llegando a la meta tras los kenianos Moses Kiptanui y Patrick Sang.